# Impero bizantino durante la dinastia eracliana
L'Impero romano d'Oriente fu governato dagli imperatori della dinastia eracliana tra il 610 e il 711. La dinastia guidò l'impero attraverso un periodo di eventi catastrofici che risultarono in uno spartiacque nella storia imperiale e del mondo in generale.
All'inizio della dinastia, la cultura dell'Impero era ancora essenzialmente romana, dominando il Mar Mediterraneo e ospitando una prospera civiltà urbana tardoantica. Questo mondo fu frantumato da invasioni straniere, che provocarono ingenti perdite territoriali, da collassi finanziari, pestilenze che uccisero gran parte delle persone che vivevano in città, mentre le controversie religiose e le ribellioni indebolivano costantemente l'Impero.
Alla fine della dinastia, l'Impero aveva sviluppato una diversa struttura statale ed divenne noto nella storiografia come Impero Bizantino, con una società prevalentemente agricola, dominata dai militari, impegnata in continue lotte contro i califfati musulmani. Le crisi attraversate dall'impero lo portarono a renderlo comunque più omogeneo: il controllo territoriale si era ridotto alle terre prevalentemente di lingua greca e fortemente calcedoniane. Quest'unità linguistica-religiosa rafforzò l'impero e gli permise di entrare in un periodo di stabilità durante la dinastia isaurica.
La dinastia eraclicana prende il nome dal generale Eraclio, che, nel 610, lasciò Cartagine, depose l'usurpatore Foca, che già aveva deposto l'imperatore Maurizio, e si fece incoronare imperatore. In questo periodo, l'Impero era in guerra contro l'Impero sassanide, che nel decennio successivo conquistò le province orientali.
Dopo una lunga ed estenuante lotta, Eraclio riuscì a sconfiggere i persiani e riconquistare i territori persi, che vennero però perduti in modo definitivo dopo le conquiste islamiche. I successori di Eraclio si impegnarono per contenere l'espansionismo musulmano, perdendo comunque i territori del Levante e del Nordafrica. Dal 674 al 678 Costantinopoli si trovò assediata dagli eserciti arabi.
Seppur tutte le minacce belliche mosse contro l'Impero, questo sopravvisse grazie all'istituzione dei themata che permisero di consolidare il controllo imperiale in Asia Minore. Sotto Giustiniano II e Tiberio III i confini imperiali in Oriente si stabilizzarono, sebbene le incursioni nemiche continuassero da tutte le parti.
Nel tardo VII secolo iniziarono anche i primi conflitti con i Bulgari che auspicavano di creare un proprio stato bulgaro nelle terre controllate dai bizantini a sud del Danubio. Il nascente stato bulgaro sarebbe stato un principale nemico dell'Impero fino al XII secolo.

## Antefatti e regno di Foca, 602–610
Sin dalla caduta dell'Impero romano d'Occidente, l'Impero romano d'Oriente continuò a considerare l'Europa occidentale come territorio, giustamente, imperiale. Seppur fossero passati più di 100 anni dalla caduta della parte occidentale, solamente Giustiniano I tentò di riconquistare i territori portando l'impero ad un successo temporaneo in Occidente mentre concedeva vittoria ai sassanidi in Oriente.
Tuttavia, dopo la morte di Giustiniano, gran parte dell'Italia recentemente conquistata cadde in mano ai Longobardi e i Visigoti in Spagna recuperarono le province perse. Nello stesso tempo, le guerre contro l'Impero persiano non portarono ad una vittoria definitiva. Nel 591, tuttavia, la guerra romano-persiana si concluse con un trattato favorevole all'Impero che ottenne il controllo sull'Armenia. Dopo la morte di Tiberio II, Maurizio cercò di ristabilire il prestigio imperiale.
Seppur l'Impero avesse ottenuto piccole vittorie contro gli Slavi e gli Avari nelle battaglia sui bordi del Danubio, l'entusiasmo nell'esercito e la fiducia nel governo diminuirono considerevolmente. Rivolte e disordini si generarono nelle città bizantine mentre le differenze sociali e religiose si manifestavano in diverse fazioni che si combattevano per le strade. Il colpo di grazia venne dal governo imperiale che decise di diminuire il salario ai soldati per ristabilire le finanze di stato. Un ufficiale di nome Foca, con il supporto dell'esercito e delle varie fazioni, costrinse Maurizio ad abdicare. Il Senato scelse Foca come nuovo imperatore e Maurizio, l'ultimo imperatore della dinastia giustinianea, fu assassinato insieme ai suoi quattro figli.
Il re persiano Cosroe II approfittando dell'instabilità bizantina e per vendicare l'alleato Maurizio, che lo aveva precedentemente aiutato a riconquistare il trono persiano, attaccò Bisanzio. Foca stava venendo mal visto anche dai suoi sostenitori per via di politiche repressive con l'introduzione di torture su larga scala. I persiani furono perciò in grado di conquistare la Siria e la Mesopotamia già nel 607. Nel 608, i persiani si trovavano fuori dalla città di Calcedonia, pronti a marciare verso la capitale imperiale di Costantinopoli, mentre l'Anatolia stava venendo devastata. A peggiorare le cose, le tribù degli Avari e degli Slavi rioccuparono le terre a sud del Danubio.
Foca inabile al comando creò malcontento tra i sudditi non unendoli contro la minaccia persiana. Forse vedendo nelle sue sconfitte una punizione divina, Foca iniziò una campagna sanguinosa per convertire forzatamente gli ebrei al cristianesimo. Le persecuzioni e l'allontanamento degli ebrei, un gruppo etnico presente anche nell'esercito, favorirono l'esercito persiano; alcuni ebrei scapparono verso i territori persiani. Questo stato di confusione portò Foca in uno stato di paranoia pronto a giustiziare qualunque persona sospetta in un ambiente pieno di persone pronto a deporlo dal trono. Tra le persone giustiziate vi furono anche l'ex-imperatrice Costantina insieme alle sue tre figlie.

## Eraclio, 610–641

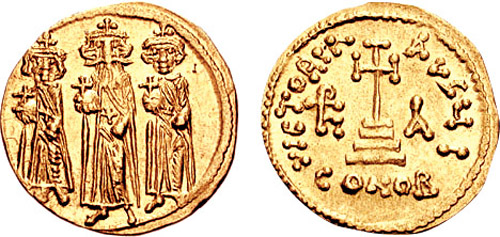
Solido che risale al periodo di Eraclio che mostra il figlio Costantino III come co-imperatore.

A causa della crisi che aveva gettato nel caos l'impero, Eraclio tentò di deporre Foca nel tentativo di migliorare la condizione sociale. Mentre l'impero si trovava in piena anarchia, l'esarcato d'Africa rimase quasi intoccato dall'esercito persiano e questo consentì ad Eraclio il Vecchio, padre di Eraclio ed esarca del territorio, insieme a suo fratello Gregorio, di radunare dei soldati per formare un esercito da utilizzare per attaccare Costantinopoli e deporre Foca. Nel 608 Eraclio il Vecchio incominciò il suo piano colpo di Stato e diede il comando dell'esercito al figlio di Gregorio, il nipote Niceta, e il comando della flotta a suo figlio, Eraclio. Niceta cominciò a conquistare, utilizzando parte della flotta, l'Egitto e verso la fine del 608 controllava già Alessandria. Nel frattempo, Eraclio si diresse a Salonicco e da lì salpò per Costantinopoli. Raggiunse la sua destinazione il 3 ottobre 610, dove una volta sbarcato nessuno si oppose, ma anzi i cittadini lo salutarono come loro liberatore.
Quando Foca fu consegnato a Eraclio i due si scambiarono alcune battute: 
Il regno di Foca terminò con la sua esecuzione e l'incoronazione di Eraclio da parte del Patriarca di Costantinopoli due giorni dopo, il 5 ottobre. Una statua di Foca che riposava nell'ippodromo cittadino fu abbattuta e incendiata.

### Le prime sconfitte militari
Dopo aver sposato sua moglie e dopo essere stato incoronato dal patriarca di Costantinopoli, Eraclio poté finalmente dedicarsi al governo imperiale. I suoi primissimi anni videro risultati simili a quelli di Foca. Gli Avari e gli Slavi continuarono le loro migrazioni e arrivarono all'Adriatico occidentale, attraversando i territori meridionali e orientali dell'area dell'Egeo. Diverse città bizantine furono conquistate: Singidunum, Viminacium, Niš, Sofia mentre Salona fu distrutta nel 614. I numerosi tentativi di conquistare Salonicco da parte di Slavi e di Avari si conclusero con un fallimento, lasciando il controllo di una centro vitale all'Impero bizantino.
Nel 613, l'esercito bizantino subì una pesante sconfitta ad Antiochia, permettendo ai persiani di muoversi liberamente e rapidamente in tutte le direzioni. L'impero persiano poté facilente conquistare le città Damasco, Tarso e l'intero territorio dell'Armenia . Più preoccupante, fu la caduta di Gerusalemme, che fu assediata e catturata dai persiani in sole tre settimane. Le innumerevoli chiese nella città santa, incluso il Santo Sepolcro, furono bruciate e numerose reliquie, tra cui la Vera Croce, la Sacra Lancia e la Sacra Spugna, risalenti alla crocifissione di Gesù Cristo, erano state trasportate a Ctesifonte, la capitale persiana. I persiani non attaccarono comunque Calcedonia mentre la provincia della Siria si trovava nel caos più totale.
Nonostante gli sforzi di Niceta, anche l'Egitto fu conquistato dai persiani, causando una significativa perdita di manodopera, provviste alimentari e tasse. La situazione non era del tutto senza speranze, infatti la capitale bizantina Costantinopoli era dotata di potenti mura e l'imperatore Eraclio disponeva ancora di una grande flotta, meglio addestrata e meglio armata di qualsiasi altro stato nemico, specialmente gli Slavi e gli Avari. I persiani non disponevano di navi nel mediterraneo e quindi non potevano assediare efficacemente la capitale imperiale.

### La controffensiva bizantina

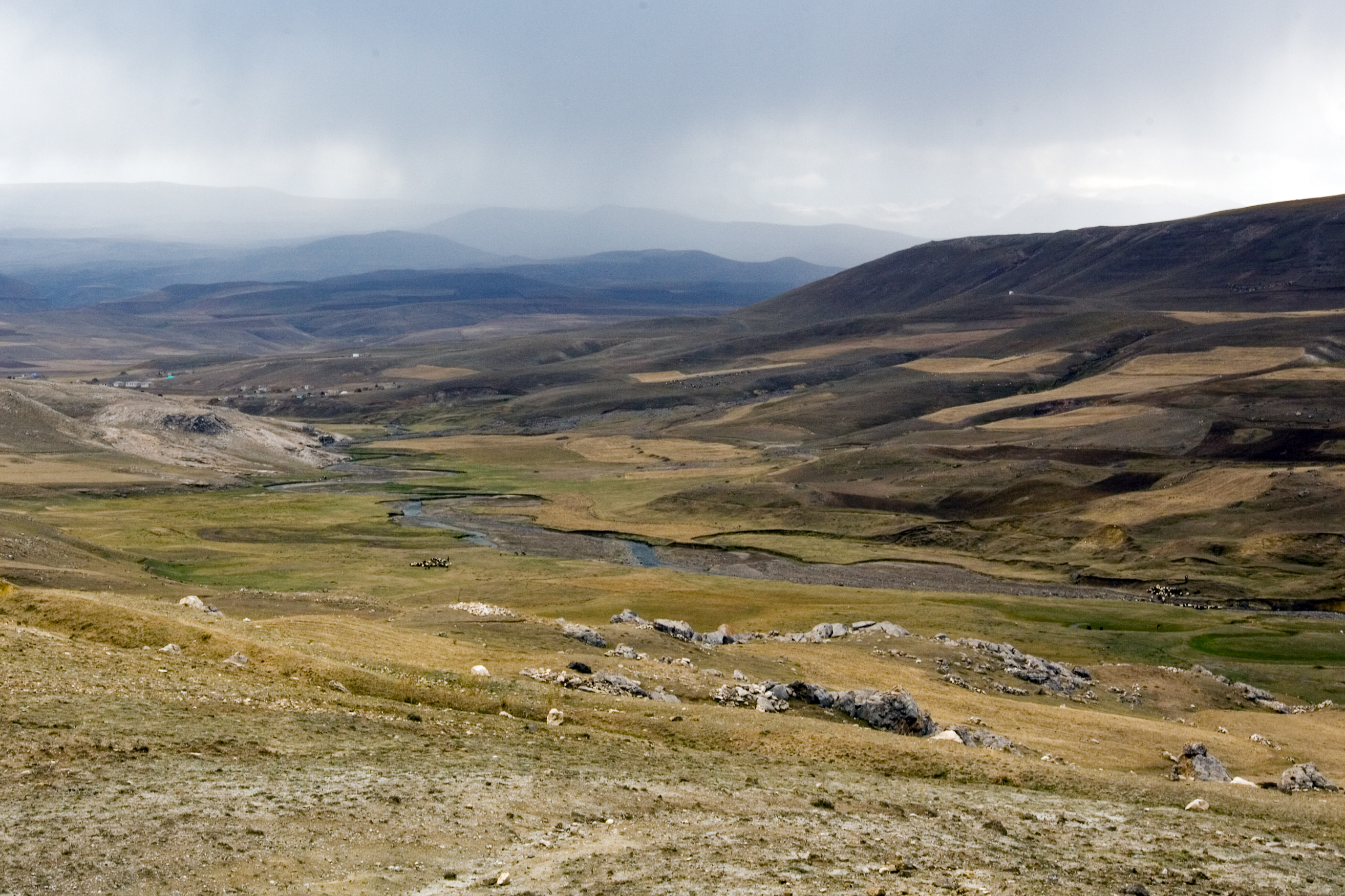
Il fiume Arsania, ora noto come il fiume Murat nella Turchia moderna.

Per ottenere delle vittorie decisive, Eraclio elaborò un piano per ricostituire e ricostruire l'esercito ormai distrutto. Per finanziare questo piano, coloro che erano accusati di corruzione dovettero pagare multe salate, le tasse furono aumentate e la moneta svalutata, cosicché si potessero pagare più soldati. Anche dalle fazioni religiose arrivarono gli aiuti, in particolare il patriarca di Costantinopoli Sergio consegnò gli ori della Chiesa allo Stato, affinché li potesse utilizzare. Il primo obiettivo di Eraclio fu quello di sconfiggere l'impero sassanide che controllava sì vaste aree di territorio bizantino - in Anatolia, Mesopotamia, Levante e Nordafrica -, ma non ne aveva ancora consolidato il controllo. Eraclio negoziò quindi una pace con gli Avari e gli Slavi accettando di pagare loro una grande somma di denaro affinché fermassero la loro migrazione distruttiva; in questo modo gli eserciti sul Danubio e nei Balcani poterono essere spostati verso l'oriente per fronteggiare la Persia. Nella primavera del 622 Eraclio iniziò la campagna militare tanto auspicata: imbarcò l'esercito sulla flotta e sbarcò ad Isso, l'esatto luogo in cui, circa 1.000 anni prima, Alessandro Magno aveva sconfitto in modo decisivo gli stessi persiani. A Isso, Eraclio supervisionò l'addestramento dei suoi uomini e nell'autunno dello stesso anno, spostò l'esercito a nord per fronteggiare i persiani stanziatisi sugli altopiani della Cappadocia. Pur non avendo esperienza militare nella guida di un esercito, l'imperatore bizantino si dimostrò abile e riuscì a disperdere i persiani comandati dall'esperto e famoso generale Shahvaraz, recuperando nel frattempo le grandi quantità di territorio perse. 
All'inizio del 623, Eraclio si spostò con l'esercito verso l'Armenia e l'Azerbaigian, costringendo i persiani a seguire i bizantini "come un cane a guinzaglio". In Armenia l'esercito bizantino si dimostrò ancora una volta vittorioso contro lo stesso generale Shahvaraz. Poiché la capitale stava venendo minacciata dagli Avari, Eraclio decise di ritornare in Europa e aumentare il tributo pagato ai barbari. Già nel marzo 623, comunque, Eraclio poté ritornare in Asia a fronteggiare il re persiano Cosroe II, divenuto sempre più belligerante e restio a ogni forma di tregua. In marcia verso la capitale persiana, l'esercito bizantino saccheggiò le numerose città e distrusse anche il palazzo persiano a Gazaca. Arrivato alla capitale Ctesifonte, Shahvaraz iniziò a saccheggiare e distruggere i rifornimenti bizantini, costringendo Eraclio a sulla sponda occidentale del Mar Caspio. Lì, la sua seconda moglie e nipote (Martina) diede alla luce un bambino, seppur il matrimonio venne criticato da molti come incestuoso.
Nel 624 Eraclio si diresse verso il Lago di Van, ma la vittoria che cercava per vincere la guerra non sarebbe arrivata a lui fino all'anno successivo. Attraversò la catena montuosa dell'Ararat lungo il fiume Arsania per circa 320 chilometri per catturare le città di Martiropoli e Amida. Eraclio incontrò i persiani a nord della città di Adana e seppur inizialmente la battaglia volgeva a favore dei persiani, Eraclio lanciò un attacco apparentemente suicida attraversando il fiume Eufrate. L'attacco si rivelò essenziale e capovolse l'esito della battaglia; perfino Shahvaraz dovette ammettere il coraggio dell'Imperatore: 
(Shahvaraz)

### L'assedio di Costantinopoli

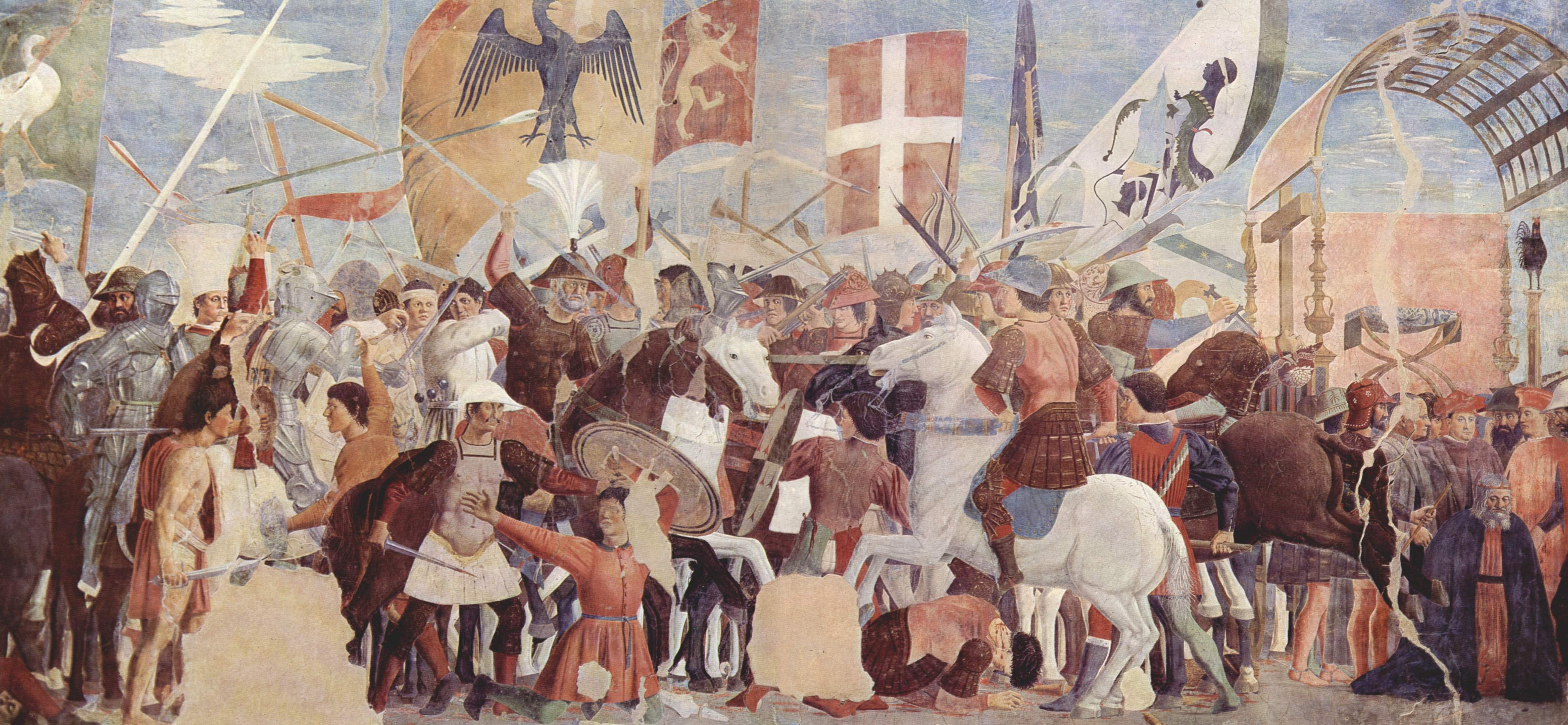
Battaglia tra Eraclio e i persiani. Affresco di Piero della Francesca, c. 1452

La vittoria era ormai nelle mani dei bizantini, ma la minaccia persiana non era ancora scomparsa. Il tanto atteso assalto alla capitale Costantinopoli stava finalmente iniziando a concretizzarsi: gli Avari iniziarono a spostare l'equipaggiamento utile all'assedio verso la mentre a Shahvaraz fu ordinato da Cosroe di dirigersi a Calcedonia e di unirsi all'assedio con gli Avari. Cosroe arruolò abili uomini, aumentando il numero di soldati di circa 50.000 uomini. Eraclio si trovava ora minacciato non da un unico enorme esercito, ma da più eserciti di enormi dimensioni. L'imperatore tentò di copiare la strategia persiana, dividendo il suo esercito in tre contingenti. Il primo esercito avrebbe difeso la capitale, il secondo comandato dal fratello dell'imperatore Teodoro avrebbe affrontato i 50.000 in arrivo dalla Mesopotamia comandanti dal generale Shahin. Il terzo esercito, invece, sarebbe stato comandato personalmente dall'imperatore, che avrebbe marciato attraverso l'Armenia e il Caucaso per dirigersi in Persia, che secondo le stime di Eraclio sarebbe stata priva di qualsiasi uomo atto a combattere per via delle scelte militari di Cosroe. 
Il contingente di Teodoro ebbe successo contro Shahin in Mesopotamia, infliggendo un'enorme sconfitta ai persiani. La capitale di Costantinopoli fu ben difesa dai circa 12.000 cavalieri, presumibilmente smontati, aiutati da tutta la popolazione della città. Bisogna ricordare gli sforzi del patriarca Sergio per aumentare la frenesia religiosa e patriottica nella popolazione costantinopolitana. Quando la flotta bizantina riuscì ad annientare due flotte persiane e quando arrivò la notizia della vittoria di Teodoro in Mesopotamia, gli assedianti conclusero che l'Impero bizantino era sotto la protezione del Dio dei cristiani romani. 

### Il trionfo sull'esercito persiano

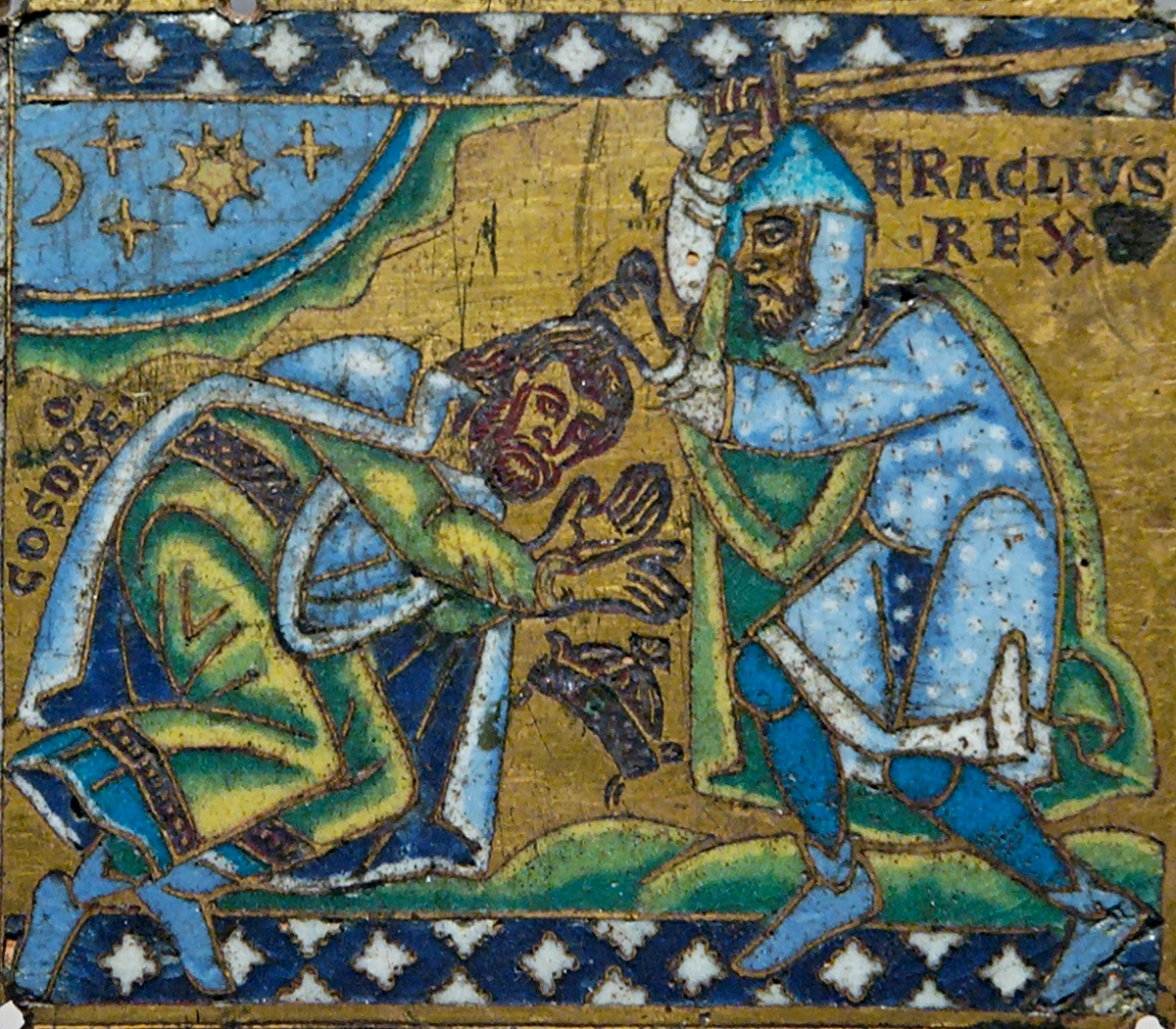
Eraclio che sconfigge Cosroe II (Smalto Champlevé su rame dorato, 1160-1170, Parigi, Louvre)

Il 626 fu un anno in cui non avvennero grandi fatti. Sembra che nel tentativo di rafforzare le sue alleanze, Eraclio promise la mano di sua figlia Epifania al Khan del khaganato turco occidentale, Tong Yabghu Qaghan. Il Khan, meravigliato dall'ottima offerta, inviò circa 40.000 soldati a combattere con l'impero bizantino. Eraclio fece buon uso delle truppe donate e le utilizzò per marciare verso la capitale persiana Ctesifonte, facendo ciò che nessun imperatore romano aveva mai osato fare nei trecento anni precedenti - l'ultimo Giuliano l'Apostata. L'esercito marciava con cautela in questo terreno ostile, poiché l'imperatore sapeva che i soldati persiani erano nelle vicinanze ed un'imboscata era sempre possibile. Nel frattempo, Rhahzadh, il nuovo generale persiano, ritardava l'attacco alle truppe romane per preparare meglio il proprio esercito, non ancora pronto a combattere. 
Dopo aver trascorso gran parte del 627 in Mesopotamia, Eraclio finalmente incontrò l'esercito persiano vicino alle rovine della città di Ninive. Per undici ore, i bizantini e i persiani si combatterono senza tregua e nel bel mezzo dei combattimenti, Rhahzadh sfidò in battaglia Eraclio. Nonostante rimase ferito, Eraclio riuscì a decapitare il generale persiano. Quando il sole incominciò a tramontare, i persiani erano risultati perdenti e gli eserciti si ritirarono per riposare. 
Eraclio si diresse al Grande Palazzo di Dastagird scoprendo che il re Cosroe II era fuggito. In un impeto di rabbia, Eraclio ordinò che tutto il palazzo fosse bruciato e distrutto. Nel frattempo Cosroe II perse la fiducia e la lealtà del popolo e dell'esercito, che si rifiutavano di difendere la capitale Ctesifonte, e il figlio Siroes depose e fece uccidere il padre e prese il potere con il nome di Kavad II. Kavad accettò la pace con i bizantini e rinunciò ad ogni territorio conquistato, ad ogni prigioniero e a tutte le reliquie cristiane rubate. Il 14 settembre 628 Eraclio entrò insieme alla Vera Croce a Costantinopoli con una processione comprendente quattro elefanti. La preziosa reliquia venne posta sull'altare della Basilica di Santa Sofia. 
Dopo il trionfo di Eraclio, l'aspettativa sul suo regno aumentò, ma venne presto interrotta quando si rivelarono inutili i successi militari di Eraclio in oriente. Nel 633 iniziarono le guerre arabo-bizantine.

### Il declino dell'imperatore
La minaccia araba venne trascurata sia dalla Persia che da l'impero bizantino per diversi motivi: la più importante era la guerra in corso tra i due stati, ma non bisogna dimenticare anche la difficile comunicazione attraverso il deserto. Nondimeno, i bizantini e i persiani fecero sforzi anche cooperando per fermare l'avanzata islamica. 
L'8 giugno 632, il profeta Maometto morì di febbre e la religione da lui predicata avrebbe cambiato per secoli il Medio Oriente. Nel 633 gli eserciti islamici abbandonarono la penisola araba con l'obiettivo di diffondere la propria religione. Nel 634 gli arabi sconfissero una i soldati bizantini stanziati in Siria e catturarono Damasco, ma l'arrivo di un enorme esercito bizantino costrinse gli arabi a ritirarsi dalla città. Nel maggio del 636 i bizantini cercarono di debellare la minaccia araba, ma il 20 agosto l'esercito si ritrovò in mezzo ad tempesta di sabbia, gli arabi approfittarono attaccando e distruggendo l'intero esercito:
(Al Baladhuri)
Gerusalemme si arrese agli arabi nel 637; nel 638 il califfo Omar entrò nella città. Mentre la città era sotto assedio Eraclio recuperò la Vera Croce. Per via della sua vecchiaia sviluppò diversi problemi che lo resero in parte inabile al comando: un tempo comandante della flotta di suo padre, sviluppò una fobia del mare e si rifiutò di attraversare il Bosforo per arrivare a Costantinopoli. Accettò di imbarcarsi solamente quando le barche furono legate tra di loro da grossi rami cosicché non si potesse più vedere il mare sottostante. 

Per via della guerra bizantina-sasana del 602–628 sia i bizantini che i persiani esaurirono le loro risorse economiche e militari rimanendo vulnerabili all'espansione del califfato.

Le invasioni arabe e la perdita dei territori in oriente non furono i soli problemi che inflissero la salute fisica e mentale di Eraclio. Si vociferava che il matrimonio incestuoso con sua nipote avesse attirato sulla famiglia l'ira di Dio, infatti dei nove figli che gli erano nati, quattro erano morti durante l'infanzia, uno aveva il collo contorto e uno era sordo e stupido. Anche le controversie religiose attanagliarono ancora una volta l'impero: il patriarca di Costantinopoli Sergio proposte il monotelismo come un compromesso per i cristiani calcedoniani e i monofisiti. L'imperatore approvò la proposta, ma ricevette moltissime critiche da entrambi i gruppi religiosi che discutevano sulla vera natura di Cristo. Quando Sofronio, uno dei maggiori critici del monotelismo fu eletto patriarca di Gerusalemme, l'Impero venne tormentato ancora una volta dai problemi religiosi. Nel suo letto di morte, l'11 febbraio 641, Eraclio morì sussurrando di aver mentito: era riluttante a sostenere il monotelismo e cercava invece una risoluzione alle varie differenze religiose. 

L'impero bizantino dopo che gli arabi conquistarono le province di Siria ed Egitto. Allo stesso tempo, gli slavi si stabilirono nei Balcani.

Sempre prima della sua morte, Eraclio fu "persuaso" da sua moglie Martina a incoronare il figlio Eraclio II (Flavius Heraclius) co-erede al trono imperiale insieme a Costantino III, figlio della prima moglie di Eraclio, Eudocia, ignorando il popolo bizantino che l'accusava delle disgrazie dell'imperatore e dell'impero Le ambizioni di Martina al potere assicurarono all'impero solamente altro disordine interno nei mesi successivi alla morte di Eraclio. 

### Valutazione del suo regno
Il regno di Eraclio vide alti e bassi. Subito appena incoronato perse le province orientali, meravigliando tutti di averle recuperate, seppur poi finirono nuovamente perse, questa volta in modo definitivo. 
Eraclio elaborò per primo il sistema dei Themata, e fu sempre lui che, attraverso lo spopolamento e la demolizione delle fortificazioni, stabilizzò la frontiera anatolica, che sarebbe rimasta invariata per i successivi 350 anni. 
Verso la fine del regno di Eraclio, l'utilizzo del latino si era enormemente ridotto e veniva utilizzato solamente per un ruolo cerimoniale; le funzioni le assunse il greco che divenne la lingua utilizzata dall'amministrazione pubblica e dalla corte. Questo fu il risultato di naturali processi demografici e non si verificò mai un cambio ufficiale da una lingua all'altra, come talvolta viene affermato. 
Fu anche il primo imperatore ad adottare ufficialmente il titolo di Basileus, "re" in greco, sebbene il titolo fosse stato usato ufficiosamente per secoli; Procopio, per esempio, utilizzava spesso il titolo per gli imperatori. Non vi è alcuna indicazione, come viene a volte affermato, che il titolo Basileus divenne quello principale di Eraclio. Infatti altri importanti titoli imperiali derivati dall'epoca del tardo impero romano, come Augusto e Imperator, rimasero utilizzati comunque per il resto dell'esistenza dell'impero. 
Dopo la sua morte, il cadavere di Eraclio rimase incolume per tre giorni, sorvegliato dai suoi soldati fino a quando non fu deposto nella Chiesa dei Santi Apostoli a Costantinopoli, all'interno di un sarcofago di onice bianco accanto al padre dell'Impero romano d'Oriente: Costantino I. 

## Il sistema tematico o deiThema

I Themata dell'impero bizantino nel 717

L'esercito imperiale che Eraclio riformò, si riorganizzò in quel che sono definiti Themata, del più grande sistema tematico. Questa organizzazione amministrativa era in origine accreditata da studiosi bizantini come George Ostrogorsky all'imperatore Eraclio. Ostrogorsky utilizza Teofane Confessore come fonte, citando l'espressione "il distretto dei temi" utilizzata nell'anno 622, mostrando come i themi fossero già presenti in quella data. Tuttavia, ci sono prove presentate da alcuni storici moderni che accrediterebbero il sistema tematico a Costante II, mentre altri storici supportano le tesi di Ostrogorsky, spostando la data al 630 ed individuando il luogo di origine in Cilicia. In ogni caso, il dibattito sull'origine del sistema tematico è ancora aperto ai nostri giorni. 
Le regioni amministrative create da questo sistema dovevano essere governate da uno stratego, un governatore militare. Lo scopo di queste divisioni amministrative era di massimizzare il potenziale militare che i soldati potessero fornire all'impero. Uomini abili, insieme alle loro famiglie, si stabilivano in questi themi per coltivare il terreno lì presente. In cambio della terra, essi dovevano fornire all'Impero soldati leali e ben preparati. Dall'istituzione dei themi l'impero bizantino poté contare su questi soldati affidabili e leale, seppur non imbattibili. Il vantaggio rispetto ad un esercito di mercenari risiedeva proprio nella lealtà verso lo stato. In questo modo si evitavano i problemi di mercenari corrotti e voltagabbana che avevano afflitto l'Impero romano d'Occidente.

## Costante II, 641–668

### Morte di Eraclio e successivi disordini

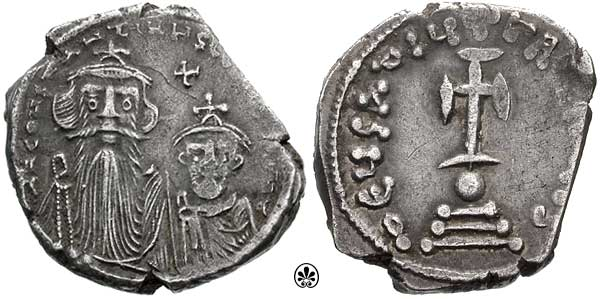
Solido raffigurante l'imperatore Costante II.

Nei giorni precedenti alla morte di Eraclio, egli si rivelò incompetente a governare l'impero. Dopo la sua morte, avvenuta nel 641, l'ormai ex-imperatrice Martina dichiarò se stessa, suo figlio Eraclio II e il figliastro Costantino III co-imperatori dell'Impero bizantino. I cittadini di Costantinopoli si rifiutarono di accettare i tre nuovi imperatori. E così, quando Costantino III morì tra il 24 e il 26 maggio 641 - la morte fu considerata dai cittadini dell'impero ad opera di Martina -, Eraclio II e la madre vennero deposti all'arrivo dell'estate. Ad Eraclio II fu tagliato il naso, mentre alla madre Martin la lingua. Queste deformazioni fisiche avrebbero assicurarono che nel figlio né la madre sarebbero mai più potuti diventare Basileus, infatti la deformazione fisica ne impediva l'elezione. Furono esiliati sull'isola di Rodi, e considerando che erano sospetti di aver commesso regicidio nei confronti di Costantino III, la punizione fu piuttosto misericordiosa.
Con Costantino III morto, la popolazione di Costantinopoli scelse il suo figlio di 11 anni, noto con il nome di Eraclio che venne incoronato imperatore e a cui fu cambiato il nome in Costante, divenendo così Costante II. 

### Le guerre con gli arabi
Costante II aveva ereditato dal nonno Eraclio la guerra con gli arabi, che erano intenzionati a conquistare l'Impero bizantino e diffondere la parola del profeta Maometto. Alla sua incoronazione, ci fu poco tempo per organizzare una difesa per le terre d'Egitto e quando la provincia cadde nel 642, Costante II non poteva certo essere biasimato. 
La perdita dell'Egitto e del Levante fu catastrofica: la forza lavoro proveniente da queste province e il consistente rifornimento di cibo del delta del Nilo erano ormai un ricordo del passato. La carenza di cibo veniva ora aggiunta a un elenco crescente di problemi che l'imperatore doveva affrontare. Gli eserciti e i generali arabi sembravano per di più non aver tregua, nel 647 anche l'esarcato di Cartagine venne conquistato e ciò risultò, dopo la disastrosa perdita dell'Egitto, ad un'altra costosa perdita territoriale in quanto la costa del Nordafrica era diventata la nuova fonte principale di grano. L'elenco delle sconfitte continuerà a crescere. Nel 644 gli arabi iniziarono a costruire una flotta per contrastare l'egemonia romana nel mediterraneo. Nel 654, la flotta musulmana conquistò l'isola di Rodi e nel 657 fu il turno dell'isola di Cipro la cui capitale Costantia fu saccheggiata, i porti distrutti e la campagna devastata. Dopo le disastrose battaglie navali, Costante II subì un'altra umiliante sconfitta nella battaglia di Dhāt al-sawārī, quando ordinò alla flotta bizantina di ingaggiare gli arabi al largo di Licia. Durante l'attacco l'imperatore, temendo la possibilità di essere catturato, scambiò i suoi abiti con un altro uomo in modo che potesse fuggire senza essere identificato. Sebbene non fu mai catturato, la scelta di scappare fu parecchio imbarazzante per il cosiddetto "Re dei re". 

#### Tregua
Dopo le numerose vittorie, gli arabi apparvero ai romani come invincibili e quindi non potevano far altro che ostacolarsi fra di loro. Fortunatamente per l'impero, gli arabi iniziarono a fare proprio questo: il califfo ʿUthmān b. ʿAffān fu assassinato a Medina e il genero del profeta Maometto Ali fu scelto quale suo successore. Alla morte di Affan il governatore della Siria che guidò la flotta araba contro Bisanzio fu proclamato anch'egli califfo. Il califfato si ritrovò nel 661 ingarbugliato in una guerra civile che finì con la morte di Ali, con grande disappunto dell'impero romano. 

### Tentativi di risolvere le controversie religiose
Era ben chiare a Costante che se l'impero non avesse avuto un'unità religiosa, questo non sarebbe riuscito a combattere unito i nemici esterni. In particolare i vescovi continuavano a combattersi sugli ormai noti temi teologici. Nel 648 quando l'imperatore aveva solo 18 anni, promulgò un editto in cui si diceva che nessuna persona avrebbe dovuto iniziare un dibattito sulla controversia del monotelista/calcedoniana. L'imperatore dovette procedere in questo modo anche per la recente scomunica di papa Teodoro I al patriarca di Costantinopoli monotelista Pirro. Quando il successore di Teodoro, papa Martino I, riaccese la controversia convocando un concilio per condannare il monotelismo nell'ottobre 648, fu arrestato, portato a Costantinopoli e qui maltrattato come un comune criminale. Mentre si trovava in prigione si dice che il suo maltrattamento fosse "tale che il sangue fosse sul pavimento". Alla fine, dopo essere stato accusato di tradimento e regicidio, fu esiliato in Crimea. Tale fu la frustrazione dell'imperatore.

### In occidente
Costante decise di rivolgere la sua attenzione verso l'occidente nella speranza di ottenere risultati migliori. Mentre i Saraceni si insediarono nell'ex territorio bizantino, gli Avari e i Bulgari rimasero lungo il fiume Danubio, così come gli Slavi, il cui pagamento annuale per l'Impero stava diminuendo. Costante II decise quindi di spostare la capitale imperiale a Siracusa, in Sicilia, nel 662. Il suo soggiorno in Italia e in Sicilia può solo essere ricordato come spiacevole per la popolazione del luogo. Tutti gli oggetti di valore a Roma vennero requisiti dall'esercito bizantino, persino il rame dei tetti. Il 15 settembre 668 mentre si stava lavando, l'imperatore fu assassinato dal servitore greco; ricevuta la notizia, la popolazione italiana tirò un sospiro di sollievo.
Costante II lasciò l'Impero in uno stato peggiore di come l'aveva trovato. Le guerre contro gli Arabi erano ormai inutili a causa delle immense risorse dei califfi. La forza degli Arabi fece anche sì che ogni progetto di riconquista dei territori perduti divenne altamente improbabile.

## Costantino IV, 668–685

### Assedio di Costantinopoli

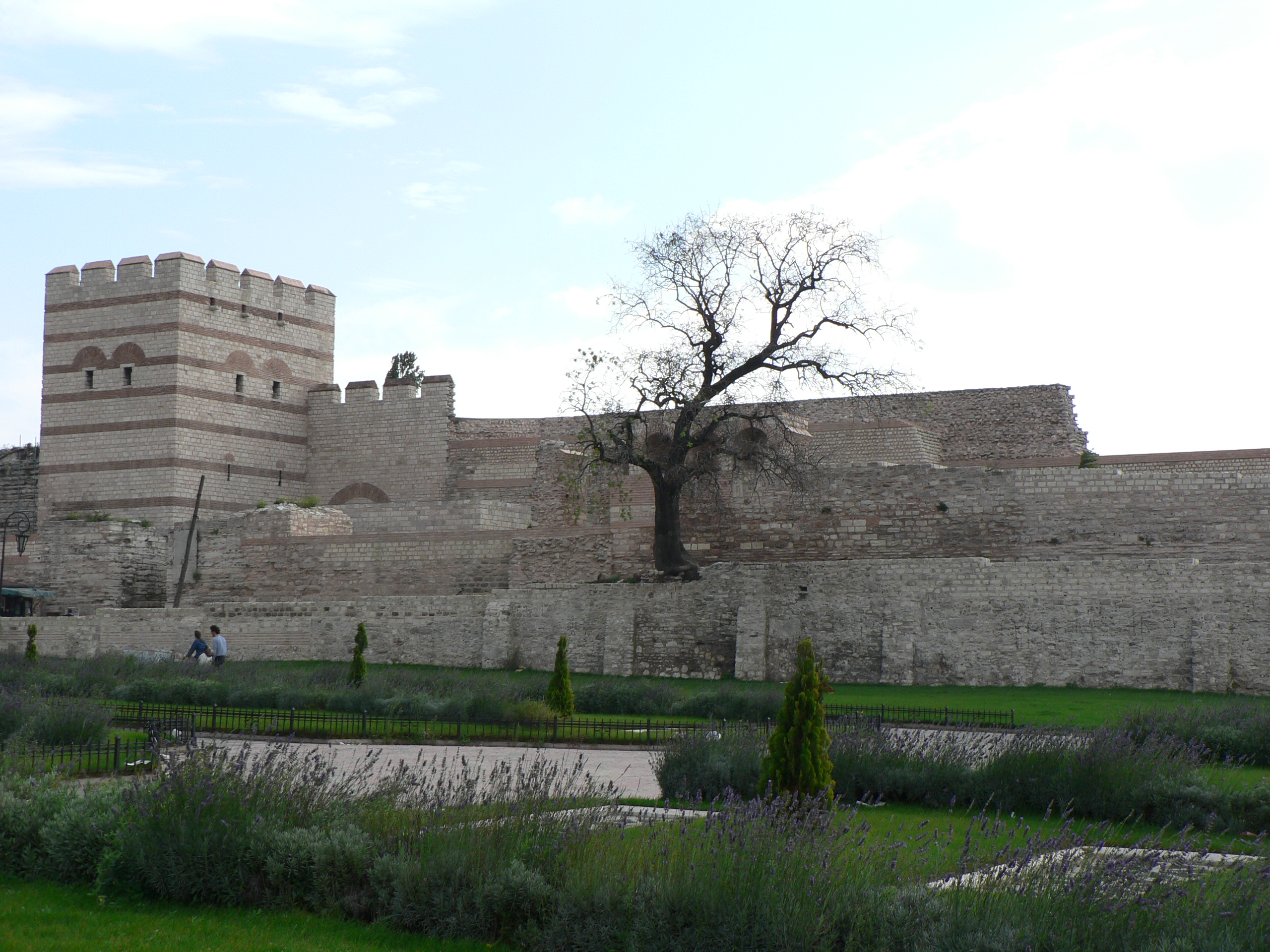
Gli arabi non riuscirono a distruggere le mura di Costantinopoli.

Come con i suoi predecessori, le guerre contro i Saraceni continuarono senza sosta. Prima di diventare imperatore, Costantino IV amministrava i territori orientali dell'impero. Queste terre orientali diminuirono ancora di più quando gli arabi iniziarono a conquistare le città bizantine sulla costa ionica. Nel 672 il califfo Muawiya catturò la penisola di Cizico distante 80 chilometri da Costantinopoli. La capitale si ritrovò così in pericolo d'assedio: gli arabi potevano disporre di pesanti armi d'assedio e incominciarono l'operazione militare nel 674. Comunque, ogni attacco arabo alla città venne respinto, grazie anche all'utilizzo del fuoco greco. Nel 678, dopo aver subito enormi perdite, i Saraceni si ritirarono e Muawiya accettò un'offerta di pace. Nel 680 il califfo morì e Costantino IV toccò il culmine della popolarità: era riuscito a sconfiggere gli arabi sia in Licia che in mare.

### Guerre con i Bulgari
Con i saraceni ormai sconfitti, Costantino IV poté dedicarsi dell'invasione bulgara che stava avvenendo in tutti i territori balcanici. Nel 680 Costantino IV iniziò la guerra attaccando i bulgari con la flotta, ma l'attacco si rivelò un fallimento: gli invasori divennero ancora più audaci nel combattere i bizantini. Incapace di fermarli con la forza, Costantino decise di firmare un trattato umiliante: per motivi "di protezione" il re bulgaro doveva ricevere un pagamento. Comunque, il trattato fermò le avanzate bulgare per tutto il regno di Costantino IV. 

### Terzo Concilio di Costantinopoli
Costantino IV, a differenza dei suoi successori, decise di risolvere definitivamente il problema ormai secolare della controversia monofisista/calcedoniana. Decise quindi di convocare tutti i rappresentanti del cristianesimo affinché potessero discutere e risolvere la controversia, iniziò così il Concilio di Costantinopoli III, presieduto dall'imperatore e le cui decisioni vennero accettate da tutti. 

### Morte
Nel 685 Costantino IV morì a soli trentatré anni. L'impero venne derubato di un ottimo imperatore che sconfisse i suoi nemici sia interni che esterni.
Costantino aveva avuto un figlio dalla moglie Anastasia: Giustiniano. Per il suo nome, egli avrebbe imitato la politica estera di Giustiniano I, cercando di riconquistare i territori persi e intraprendono rischiosissime azione per via delle poche risorse che l'impero disponeva. 

## Giustiniano II, 685–695

### Iniziali vittorie
Il regno di Giustiniano II iniziò con l'eredità dei successi militari e religiosi di suo padre. Iniziò quasi immediatamente la sua politica estera incominciando con una campagna militare in Armenia, in Georgia e persino in Siria. Grazie alle sue vittorie riuscì a rinnovare il trattato di pace con il califfato. Con la pace garantita in oriente, Giustiniano II rivolse la sua attenzione agli slavi che tra il 688 e il 689 dovettero difendersi da diversi attacchi bizantini. 
Giustiniano scelse di aumentare il thema di Opsikion trasferendo nella regione circa 250.000 coloni di origine slava. Il vantaggio era doppio: oltre ad avere più manodopera per coltivare terreni agricoli, ci sarebbe stato anche un aumento della popolazione e un numero maggiore di soldati leali cresciuti nei thema. Con il passare del tempo questi contadini diventati ormai autosufficienti e che possedevano la propria terra, costituirono la vera spina dorsale degli eserciti tematici, aumentando in contemporanea il potere dell'impero e dell'imperatore. 

### Sconfitte
Nel 691 la guerra contro gli arabi ebbe un nuovo inizio e Giustiniano iniziò ad aumentare le tasse per finanziare il conflitto. Tuttavia, a fronte di queste richieste esorbitanti, circa 20.000 soldati slavi disertarono a favore dell'esercito arabo e insieme a loro anche l'Armenia scelse di combattere con il nemico. Infuriato, Giustiniano ordinò lo sterminio di tutti gli slavi in Bitinia: innumerevoli uomini, donne e bambini furono uccisi. 
Giustiniano si occupò anche delle questioni religiosi ormai risolte dalle azioni di suo padre. Convocò il così chiamato Concilio in Trullo, dove furono presentate proposte banali e rigorose tra cui la scomunica per "crimini" che vanno dal taglio provocatorio o seducente dei capelli, per la menzione degli dei pagani - in modo particolare di Bacco durante la vendemmia -, per la vendita di ciondoli/amuleti e addirittura per alcuni tipi di danze. Agli eremiti fu proibito di parlare con i cittadini. Ciò che ruppe l'armonia religiosa fu il fatto che nessun vescovo latino venne invitato e così, quando le decisioni conciliari furono presentate a papa Sergio I affinché le approvasse, egli rifiutò e ritorse le truppe a Ravenna contro l'esarca Zaccaria. Soltanto la clemenza del papa permise all'esarca di scappare avendo salva la vita. 
Dopo il netto rifiuto papale, Giustiniano a soli 23 anni era già impopolare. Gli erano criticate le pesanti tasse e i suoi metodi di tortura che includevano l'utilizzo di fuoco e di fruste. L'aristocrazia iniziò a supportare un giovane soldato molto professionale di nome Leonzio. 

## Non dinastico: Leonzio, 695–698

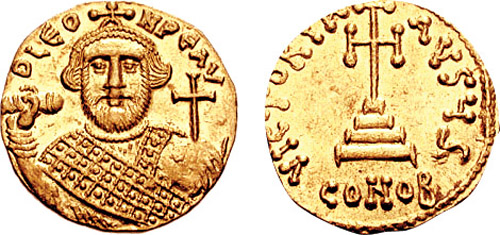
Un solido ritraente Leonzio

Leonzio era ancora un prigioniero quando ricevette da un monaco una profezia riguardante il suo futuro regno da imperatore. Leonzio non riuscì a distogliere l'attenzione dalle parole del monaco fino alla sua scarcerazione nel 695. Nello stesso anno, scontata la pena, Leonzio incominciò immediatamente il suo colpo di Stato che non aveva avuto una gran preparazione. A Costantinopoli iniziò a liberare molti dei suoi compagni soldati e questi giurarono a lui fedeltà - dando così l'idea che l'intero contingente militare fosse stato disonorato. 

### Ascesa e caduta
Mentre si dirigeva verso la Basilica di Santa Sofia, il patriarca ecumenico Callinico I supportò la sua azione, anche per via dei recenti insulti ricevuti da Giustiniano II. 
Insieme al supporto della fazione blu dell'ippodromo cittadino, Leonzio e i suoi uomini riuscirono facilmente a deporre Giustiniano II, tagliandogli il naso. Leonzio si dichiarò così Basileus dell'impero. 
Il suo governo fu relativamente breve e misero. Gli arabi sferrarono un'altra offensiva, questa volta verso Cartagine, e l'esarca del territorio chiese aiuto al novello imperatore. Leonzio però, seppur il suo passato militare, si rivelò un totale incompetente e la spedizione una completa catastrofe. Le truppe, invece di dichiarare all'imperatore la loro sconfitta e aspettarsi una punizione, decisero di nominare un proprio Basileus un soldato germanico chiamato Apsimar. La fazione verde dell'ippodromo, nemica della fazione blu, sostenne questa scelta e Apsimar riuscì a diventare imperatore prendendo il nome Tiberio III.

## Non dinastico: Tiberio III, 698–705

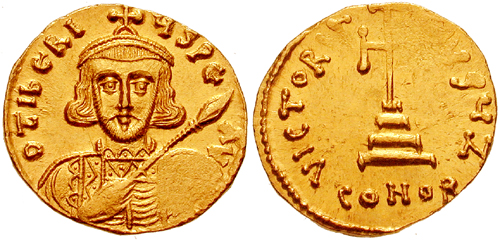
Un solido ritraente Tiberio

Il regno di Tiberio fu altrettanto breve, ma l'imperatore ottenne risultati più impressionante contro i Saraceni. Grazie alla sua eredità germanica riuscì a comandare le truppe fino a raggiungere l'Armenia e persino la Siria, già territori musulmani. Nel 705, però, venne deposto dai militari e Giustiniano, in esilio da dieci anni, fu richiamato a Costantinopoli affinché riprendesse il comando imperiale. 

## Giustiniano II, 705–711

### Anni in esilio
Dopo essere stato deposto da Leonzio, Giustiniano fuggì nei territori dei Cazari che lo accolsero e il cui re gli diede sua sorella in moglie. Cambiò il nome della moglie in Teodora e insieme a lei si stabilì a Fanagoria, sull'ingresso del mare d'Azov dove poteva facilmente rimanere informarto sugli eventi dell'impero bizantino. Nel 704 gli arrivò la notizia che era ricercato vivo o morto e sulla cui testa pendeva una ricompensa cospicua. La notizia fu confermata quando un gruppo di soldati arrivò a Fanagoria con l'intenzione di catturarlo. Invitò due dei comandanti del contingente di soldati a casa sua e lì uccise con il sospetto che fossero assassini. Dopo le sue azioni dovette fuggire in Bulgaria, affinché il principale avversario dei bizantini potesse fornirgli aiuto e supporto. Qui stipulò un'alleanza con il re bulgaro Tervel a cui chiedeva aiuto e a cui prometteva di dargli il titolo di Cesare nel caso egli fosse riuscito a deporre Tiberio III e rimpossessarsi del trono bizantino.

### Deposizione di Tiberio e secondo regno di Giustiniano
Nella primavera del 705 Costantinopoli si trovò nuovamente assediata dai bulgari e dagli slavi. L'esercito era però guidato da Giustiniano che cercò in tutti i modi di intrufolarsi nel palazzo delle Blacherne. Una volta dentro, Tiberio scappò in Bitinia e i cittadini della capitale accettavano nuovamente Giustiniano come imperatore. Il giorno seguente egli venne formalmente incoronato e vestito di viola. 
Giustiniano II richiamò immediatamente la moglie a Costantinopoli, rimasta per sua sicurezza a Fanagoria, e iniziò a stabilizzare e consolidare il suo nuovo regno. Tiberio e Leonzio furono giustiziati all'ippodromo mentre il patriarca Callinico, sostenitore di Leonzio, fu accecato ed esiliato a Roma. Giustiniano decise di evitare qualsivoglia problema con la famiglia di Tiberio e fece uccidere il fratello, e miglior generale imperiale, Eraclio. Giunta la notizia di esecuzioni ai migliori ufficiali dell'esercito, i vicini popoli barbari non persero tempo e sfruttarono l'esercito bizantino indebolito per sferrare altrettanti violenti attacchi alle città: Tyana in Cappadocia venne sottratta al controllo bizantino. 

### Vendetta

#### Ravenna
Giustiniano scelse di inviare l'esercito contro l'esarcato di Ravenna. Le ragioni di questa scelta non sono ancora note agli storici, sebbene la pura follia non possa essere esclusa. All'arrivo in Italia la spedizione guidata da Teodoro saccheggiò la città mentre i soldati catturavano vari esponenti politici e militari per trasferirli a Costantinopoli. Giunti alla capitale, furono accolti da Giustiniano che li fece giustiziare tutti, tranne l'arcivescovo che venne comunque accecato ed esiliato dall'impero, non potendo ritornare fino a quando Giustiniano non morì. Le esecuzioni volute da Giustiniano portarono Teodoro a ordinare il saccheggio della città di Ravenna. 
Papa Costantino riuscì a ribaltare la situazione migliorando i propri rapporti con l'imperatore. Giustiniano arrivò addirittura a baciare i piedi del pontefice e inviò una delegazione composta dal patriarca di Costantinopoli e dal figlio affinché lo convincessero a recarsi nella capitale. Giunto qui nel 711, papa Costantino raggiunse un accordo con l'imperatore ed approvò metà dei 102 canoni rifiutati del Concilio in Trullo; i restanti canoni vennero rifiutati per la loro banalità. L'imperatore si ritenne soddisfatto e concesse al papa un ritorno sicuro verso Roma. 

#### Cherson

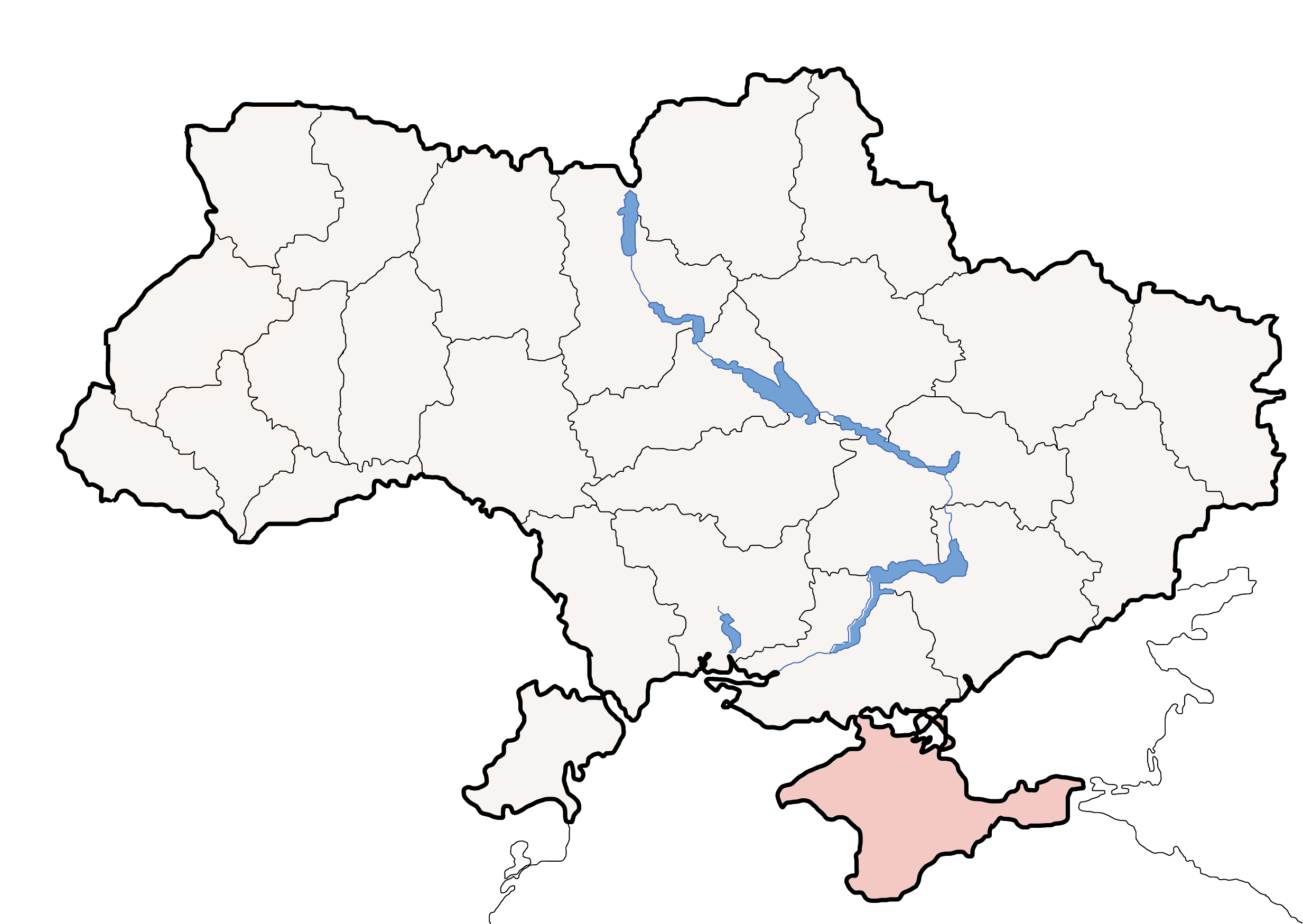
Mappa dell'Ucraina moderna. La zona in rosso è la Crimea, territorio che gli antichi Greci avevano colonizzato come avamposto commerciale per il Mar Nero.

Giustiniano prese di mira la città che gli diede esilio. Il cognato dell'imperatore aveva sostituito il governatore bizantino di Cherson con un governatore locale. Una volta giunti i soldati questi annegarono mediante dei pesi al collo i contadini; sette furono bruciati vivi. Il Tudun, cioè il governatore locale, fu inviato a Costantinopoli con altre trenta persone. Quando l'esercito locale iniziò ad essere una minaccia, Giustiniano passò da una politica bellica ad una più diplomatica: il Tudun fu rimandato a Cherson con le scuse imperiali. Mentre il Tudun stava compiendo il viaggio scortato, morì e i cittadini locali decisero, per ripicca di quel che accadde, di uccidere la scorta bizantina composta da circa 300 uomini. 

#### Deposizione
Dopo il fallimento dell'azione militare e diplomatica a Cherson, Bardane, un generale in esilio, stava venendo osannato come nuovo Basileus dell'impero da parte della popolazione costantinopolitana. Per cercare di riottenere fiducia nella popolazione, un'altra spedizione venne preparata questa volta guidata dal patriarca Mauro, ma sempre verso Cherson. A Cherson i bizantini ottennero un'ulteriore sconfitta e il patriarca si rese conto che Giustiniano non avrebbe gradito la notizia. Il patriarca che disponeva dell'esercito e della flotta a lui affidati, iniziò a sostenere la deposizione di Giustiniano in favore di Bardane. Bardane accetto la collaborazione e cambiò il proprio nome in Filippico. 
Mentre Filippico si stava dirigendo verso la capitale, Giustiniano era in viaggio verso l'Armenia, al tempo una zona contesa tra i bizantini e gli arabi. Raggiunta Nicomedia, egli tentò di ritornare indietro, ma venne catturato sul luogo del dodicesimo miglio e lì giustiziato. Filippico entrò nella capitale e fu accolto a con festeggiamenti dai cittadini. 
Quando la notizia dell'esecuzione di Giustiniano arrivò alla moglie Teodora, questa fuggì verso un vicino monastero con suo figlio ed ex co-imperatore Tiberio. Il giovane portava con sé la Vera Croce quando un soldato gliela tolse di mano e la poggiò sull'altare di una Chiesa. Successivamente prese Tiberio e lo trascinò fuori dove lo massacrò facendo estinguere la dinastia iniziata con Eraclio. 

## Albero genealogico
|          |          |          |          |                        |                        |                        |                        |                        |                        |        |        | Fabia Eudocia                            | Fabia Eudocia                            | Fabia Eudocia                            | Fabia Eudocia                            | Fabia Eudocia                               | Fabia Eudocia                               |                                             |                                             |                                             |                                             |                  |                  |                  |                  |         |         | Eraclio I Imperatore dei Romani 610–641            | Eraclio I Imperatore dei Romani 610–641            | Eraclio I Imperatore dei Romani 610–641            | Eraclio I Imperatore dei Romani 610–641            | Eraclio I Imperatore dei Romani 610–641            | Eraclio I Imperatore dei Romani 610–641            |          |          |            |            |            |            |                                                      |                                                      |                                                      |                                                      | Martina                                              | Martina                                              | Martina | Martina | Martina | Martina |         |         |          |          |          |          |          |          |  |  |                                      |                                      |                                      |                                      |                                      |                                      |  |  |        |        |        |        |        |        |  |  |         |         |         |         |         |         |  |  |           |           |           |           |           |           |  |  |                                |                                |                                |                                |                                |                                |  |  |          |          |          |          |          |          |
|          |          |          |          |                        |                        |                        |                        |                        |                        |        |        | Fabia Eudocia                            | Fabia Eudocia                            | Fabia Eudocia                            | Fabia Eudocia                            | Fabia Eudocia                               | Fabia Eudocia                               |                                             |                                             |                                             |                                             |                  |                  |                  |                  |         |         | Eraclio I Imperatore dei Romani 610–641            | Eraclio I Imperatore dei Romani 610–641            | Eraclio I Imperatore dei Romani 610–641            | Eraclio I Imperatore dei Romani 610–641            | Eraclio I Imperatore dei Romani 610–641            | Eraclio I Imperatore dei Romani 610–641            |          |          |            |            |            |            |                                                      |                                                      |                                                      |                                                      | Martina                                              | Martina                                              | Martina | Martina | Martina | Martina |         |         |          |          |          |          |          |          |  |  |                                      |                                      |                                      |                                      |                                      |                                      |  |  |        |        |        |        |        |        |  |  |         |         |         |         |         |         |  |  |           |           |           |           |           |           |  |  |                                |                                |                                |                                |                                |                                |  |  |          |          |          |          |          |          |
|          |          |          |          |                        |                        |                        |                        |                        |                        |        |        |                                          |                                          |                                          |                                          |                                             |                                             |                                             |                                             |                                             |                                             |                  |                  |                  |                  |         |         |                                                    |                                                    |                                                    |                                                    |                                                    |                                                    |          |          |            |            |            |            |                                                      |                                                      |                                                      |                                                      |                                                      |                                                      |         |         |         |         |         |         |          |          |          |          |          |          |  |  |                                      |                                      |                                      |                                      |                                      |                                      |  |  |        |        |        |        |        |        |  |  |         |         |         |         |         |         |  |  |           |           |           |           |           |           |  |  |                                |                                |                                |                                |                                |                                |  |  |          |          |          |          |          |          |
|          |          |          |          |                        |                        |                        |                        |                        |                        |        |        |                                          |                                          |                                          |                                          |                                             |                                             |                                             |                                             |                                             |                                             |                  |                  |                  |                  |         |         |                                                    |                                                    |                                                    |                                                    |                                                    |                                                    |          |          |            |            |            |            |                                                      |                                                      |                                                      |                                                      |                                                      |                                                      |         |         |         |         |         |         |          |          |          |          |          |          |  |  |                                      |                                      |                                      |                                      |                                      |                                      |  |  |        |        |        |        |        |        |  |  |         |         |         |         |         |         |  |  |           |           |           |           |           |           |  |  |                                |                                |                                |                                |                                |                                |  |  |          |          |          |          |          |          |
|          |          |          |          | Gregoria (imperatrice) | Gregoria (imperatrice) | Gregoria (imperatrice) | Gregoria (imperatrice) | Gregoria (imperatrice) | Gregoria (imperatrice) |        |        | Costantino III Imperatore dei Romani 641 | Costantino III Imperatore dei Romani 641 | Costantino III Imperatore dei Romani 641 | Costantino III Imperatore dei Romani 641 | Costantino III Imperatore dei Romani 641    | Costantino III Imperatore dei Romani 641    |                                             |                                             | Eudocia Epifania                            | Eudocia Epifania                            | Eudocia Epifania | Eudocia Epifania | Eudocia Epifania | Eudocia Epifania |         |         | Giovanni Atalarico illegittimo (madre sconosciuta) | Giovanni Atalarico illegittimo (madre sconosciuta) | Giovanni Atalarico illegittimo (madre sconosciuta) | Giovanni Atalarico illegittimo (madre sconosciuta) | Giovanni Atalarico illegittimo (madre sconosciuta) | Giovanni Atalarico illegittimo (madre sconosciuta) |          |          | Costantino | Costantino | Costantino | Costantino | Costantino                                           | Costantino                                           |                                                      |                                                      | Fabio                                                | Fabio                                                | Fabio   | Fabio   | Fabio   | Fabio   |         |         | Teodosio | Teodosio | Teodosio | Teodosio | Teodosio | Teodosio |  |  | Eraclio II Imperatore dei Romani 641 | Eraclio II Imperatore dei Romani 641 | Eraclio II Imperatore dei Romani 641 | Eraclio II Imperatore dei Romani 641 | Eraclio II Imperatore dei Romani 641 | Eraclio II Imperatore dei Romani 641 |  |  | Davide | Davide | Davide | Davide | Davide | Davide |  |  | Martino | Martino | Martino | Martino | Martino | Martino |  |  | Augustina | Augustina | Augustina | Augustina | Augustina | Augustina |  |  | Anastasia e/o Martina, Augusta | Anastasia e/o Martina, Augusta | Anastasia e/o Martina, Augusta | Anastasia e/o Martina, Augusta | Anastasia e/o Martina, Augusta | Anastasia e/o Martina, Augusta |  |  | Febronia | Febronia | Febronia | Febronia | Febronia | Febronia |
|          |          |          |          | Gregoria (imperatrice) | Gregoria (imperatrice) | Gregoria (imperatrice) | Gregoria (imperatrice) | Gregoria (imperatrice) | Gregoria (imperatrice) |        |        | Costantino III Imperatore dei Romani 641 | Costantino III Imperatore dei Romani 641 | Costantino III Imperatore dei Romani 641 | Costantino III Imperatore dei Romani 641 | Costantino III Imperatore dei Romani 641    | Costantino III Imperatore dei Romani 641    |                                             |                                             | Eudocia Epifania                            | Eudocia Epifania                            | Eudocia Epifania | Eudocia Epifania | Eudocia Epifania | Eudocia Epifania |         |         | Giovanni Atalarico illegittimo (madre sconosciuta) | Giovanni Atalarico illegittimo (madre sconosciuta) | Giovanni Atalarico illegittimo (madre sconosciuta) | Giovanni Atalarico illegittimo (madre sconosciuta) | Giovanni Atalarico illegittimo (madre sconosciuta) | Giovanni Atalarico illegittimo (madre sconosciuta) |          |          | Costantino | Costantino | Costantino | Costantino | Costantino                                           | Costantino                                           |                                                      |                                                      | Fabio                                                | Fabio                                                | Fabio   | Fabio   | Fabio   | Fabio   |         |         | Teodosio | Teodosio | Teodosio | Teodosio | Teodosio | Teodosio |  |  | Eraclio II Imperatore dei Romani 641 | Eraclio II Imperatore dei Romani 641 | Eraclio II Imperatore dei Romani 641 | Eraclio II Imperatore dei Romani 641 | Eraclio II Imperatore dei Romani 641 | Eraclio II Imperatore dei Romani 641 |  |  | Davide | Davide | Davide | Davide | Davide | Davide |  |  | Martino | Martino | Martino | Martino | Martino | Martino |  |  | Augustina | Augustina | Augustina | Augustina | Augustina | Augustina |  |  | Anastasia e/o Martina, Augusta | Anastasia e/o Martina, Augusta | Anastasia e/o Martina, Augusta | Anastasia e/o Martina, Augusta | Anastasia e/o Martina, Augusta | Anastasia e/o Martina, Augusta |  |  | Febronia | Febronia | Febronia | Febronia | Febronia | Febronia |
|          |          |          |          |                        |                        |                        |                        |                        |                        |        |        |                                          |                                          |                                          |                                          |                                             |                                             |                                             |                                             |                                             |                                             |                  |                  |                  |                  |         |         |                                                    |                                                    |                                                    |                                                    |                                                    |                                                    |          |          |            |            |            |            |                                                      |                                                      |                                                      |                                                      |                                                      |                                                      |         |         |         |         |         |         |          |          |          |          |          |          |  |  |                                      |                                      |                                      |                                      |                                      |                                      |  |  |        |        |        |        |        |        |  |  |         |         |         |         |         |         |  |  |           |           |           |           |           |           |  |  |                                |                                |                                |                                |                                |                                |  |  |          |          |          |          |          |          |
|          |          |          |          |                        |                        |                        |                        |                        |                        |        |        |                                          |                                          |                                          |                                          |                                             |                                             |                                             |                                             |                                             |                                             |                  |                  |                  |                  |         |         |                                                    |                                                    |                                                    |                                                    |                                                    |                                                    |          |          |            |            |            |            |                                                      |                                                      |                                                      |                                                      |                                                      |                                                      |         |         |         |         |         |         |          |          |          |          |          |          |  |  |                                      |                                      |                                      |                                      |                                      |                                      |  |  |        |        |        |        |        |        |  |  |         |         |         |         |         |         |  |  |           |           |           |           |           |           |  |  |                                |                                |                                |                                |                                |                                |  |  |          |          |          |          |          |          |
| Teodosio | Teodosio | Teodosio | Teodosio | Teodosio               | Teodosio               |                        |                        | Maniah                 | Maniah                 | Maniah | Maniah | Maniah                                   | Maniah                                   |                                          |                                          | Costante II Imperatore dei Romani (641–668) | Costante II Imperatore dei Romani (641–668) | Costante II Imperatore dei Romani (641–668) | Costante II Imperatore dei Romani (641–668) | Costante II Imperatore dei Romani (641–668) | Costante II Imperatore dei Romani (641–668) |                  |                  | Fausta           | Fausta           | Fausta  | Fausta  | Fausta                                             | Fausta                                             |                                                    |                                                    |                                                    |                                                    |          |          |            |            |            |            |                                                      |                                                      |                                                      |                                                      |                                                      |                                                      |         |         |         |         |         |         |          |          |          |          |          |          |  |  |                                      |                                      |                                      |                                      |                                      |                                      |  |  |        |        |        |        |        |        |  |  |         |         |         |         |         |         |  |  |           |           |           |           |           |           |  |  |                                |                                |                                |                                |                                |                                |  |  |          |          |          |          |          |          |
| Teodosio | Teodosio | Teodosio | Teodosio | Teodosio               | Teodosio               |                        |                        | Maniah                 | Maniah                 | Maniah | Maniah | Maniah                                   | Maniah                                   |                                          |                                          | Costante II Imperatore dei Romani (641–668) | Costante II Imperatore dei Romani (641–668) | Costante II Imperatore dei Romani (641–668) | Costante II Imperatore dei Romani (641–668) | Costante II Imperatore dei Romani (641–668) | Costante II Imperatore dei Romani (641–668) |                  |                  | Fausta           | Fausta           | Fausta  | Fausta  | Fausta                                             | Fausta                                             |                                                    |                                                    |                                                    |                                                    |          |          |            |            |            |            |                                                      |                                                      |                                                      |                                                      |                                                      |                                                      |         |         |         |         |         |         |          |          |          |          |          |          |  |  |                                      |                                      |                                      |                                      |                                      |                                      |  |  |        |        |        |        |        |        |  |  |         |         |         |         |         |         |  |  |           |           |           |           |           |           |  |  |                                |                                |                                |                                |                                |                                |  |  |          |          |          |          |          |          |
|          |          |          |          |                        |                        |                        |                        |                        |                        |        |        |                                          |                                          |                                          |                                          |                                             |                                             |                                             |                                             |                                             |                                             |                  |                  |                  |                  |         |         |                                                    |                                                    |                                                    |                                                    |                                                    |                                                    |          |          |            |            |            |            |                                                      |                                                      |                                                      |                                                      |                                                      |                                                      |         |         |         |         |         |         |          |          |          |          |          |          |  |  |                                      |                                      |                                      |                                      |                                      |                                      |  |  |        |        |        |        |        |        |  |  |         |         |         |         |         |         |  |  |           |           |           |           |           |           |  |  |                                |                                |                                |                                |                                |                                |  |  |          |          |          |          |          |          |
|          |          |          |          |                        |                        |                        |                        |                        |                        |        |        |                                          |                                          |                                          |                                          |                                             |                                             |                                             |                                             |                                             |                                             |                  |                  |                  |                  |         |         |                                                    |                                                    |                                                    |                                                    |                                                    |                                                    |          |          |            |            |            |            |                                                      |                                                      |                                                      |                                                      |                                                      |                                                      |         |         |         |         |         |         |          |          |          |          |          |          |  |  |                                      |                                      |                                      |                                      |                                      |                                      |  |  |        |        |        |        |        |        |  |  |         |         |         |         |         |         |  |  |           |           |           |           |           |           |  |  |                                |                                |                                |                                |                                |                                |  |  |          |          |          |          |          |          |
|          |          |          |          |                        |                        |                        |                        |                        |                        |        |        |                                          |                                          |                                          |                                          |                                             |                                             |                                             |                                             |                                             |                                             |                  |                  |                  |                  |         |         |                                                    |                                                    |                                                    |                                                    |                                                    |                                                    |          |          |            |            |            |            |                                                      |                                                      |                                                      |                                                      |                                                      |                                                      |         |         |         |         |         |         |          |          |          |          |          |          |  |  |                                      |                                      |                                      |                                      |                                      |                                      |  |  |        |        |        |        |        |        |  |  |         |         |         |         |         |         |  |  |           |           |           |           |           |           |  |  |                                |                                |                                |                                |                                |                                |  |  |          |          |          |          |          |          |
|          |          |          |          |                        |                        |                        |                        |                        |                        |        |        | Tiberio                                  | Tiberio                                  | Tiberio                                  | Tiberio                                  | Tiberio                                     | Tiberio                                     |                                             |                                             | Eraclio                                     | Eraclio                                     | Eraclio          | Eraclio          | Eraclio          | Eraclio          |         |         | Costantino IV Imperatore dei Romani 668–685        | Costantino IV Imperatore dei Romani 668–685        | Costantino IV Imperatore dei Romani 668–685        | Costantino IV Imperatore dei Romani 668–685        | Costantino IV Imperatore dei Romani 668–685        | Costantino IV Imperatore dei Romani 668–685        |          |          | Anastasia  | Anastasia  | Anastasia  | Anastasia  | Anastasia                                            | Anastasia                                            |                                                      |                                                      |                                                      |                                                      |         |         |         |         |         |         |          |          |          |          |          |          |  |  |                                      |                                      |                                      |                                      |                                      |                                      |  |  |        |        |        |        |        |        |  |  |         |         |         |         |         |         |  |  |           |           |           |           |           |           |  |  |                                |                                |                                |                                |                                |                                |  |  |          |          |          |          |          |          |
|          |          |          |          |                        |                        |                        |                        |                        |                        |        |        | Tiberio                                  | Tiberio                                  | Tiberio                                  | Tiberio                                  | Tiberio                                     | Tiberio                                     |                                             |                                             | Eraclio                                     | Eraclio                                     | Eraclio          | Eraclio          | Eraclio          | Eraclio          |         |         | Costantino IV Imperatore dei Romani 668–685        | Costantino IV Imperatore dei Romani 668–685        | Costantino IV Imperatore dei Romani 668–685        | Costantino IV Imperatore dei Romani 668–685        | Costantino IV Imperatore dei Romani 668–685        | Costantino IV Imperatore dei Romani 668–685        |          |          | Anastasia  | Anastasia  | Anastasia  | Anastasia  | Anastasia                                            | Anastasia                                            |                                                      |                                                      |                                                      |                                                      |         |         |         |         |         |         |          |          |          |          |          |          |  |  |                                      |                                      |                                      |                                      |                                      |                                      |  |  |        |        |        |        |        |        |  |  |         |         |         |         |         |         |  |  |           |           |           |           |           |           |  |  |                                |                                |                                |                                |                                |                                |  |  |          |          |          |          |          |          |
|          |          |          |          |                        |                        |                        |                        |                        |                        |        |        |                                          |                                          |                                          |                                          |                                             |                                             |                                             |                                             |                                             |                                             |                  |                  |                  |                  |         |         |                                                    |                                                    |                                                    |                                                    |                                                    |                                                    |          |          |            |            |            |            |                                                      |                                                      |                                                      |                                                      |                                                      |                                                      |         |         |         |         |         |         |          |          |          |          |          |          |  |  |                                      |                                      |                                      |                                      |                                      |                                      |  |  |        |        |        |        |        |        |  |  |         |         |         |         |         |         |  |  |           |           |           |           |           |           |  |  |                                |                                |                                |                                |                                |                                |  |  |          |          |          |          |          |          |
|          |          |          |          |                        |                        |                        |                        |                        |                        |        |        |                                          |                                          |                                          |                                          |                                             |                                             |                                             |                                             |                                             |                                             |                  |                  |                  |                  |         |         |                                                    |                                                    |                                                    |                                                    |                                                    |                                                    |          |          |            |            |            |            |                                                      |                                                      |                                                      |                                                      |                                                      |                                                      |         |         |         |         |         |         |          |          |          |          |          |          |  |  |                                      |                                      |                                      |                                      |                                      |                                      |  |  |        |        |        |        |        |        |  |  |         |         |         |         |         |         |  |  |           |           |           |           |           |           |  |  |                                |                                |                                |                                |                                |                                |  |  |          |          |          |          |          |          |
|          |          |          |          |                        |                        |                        |                        |                        |                        |        |        |                                          |                                          |                                          |                                          |                                             |                                             |                                             |                                             |                                             |                                             |                  |                  |                  |                  |         |         |                                                    |                                                    |                                                    |                                                    |                                                    |                                                    |          |          |            |            |            |            |                                                      |                                                      |                                                      |                                                      |                                                      |                                                      |         |         |         |         |         |         |          |          |          |          |          |          |  |  |                                      |                                      |                                      |                                      |                                      |                                      |  |  |        |        |        |        |        |        |  |  |         |         |         |         |         |         |  |  |           |           |           |           |           |           |  |  |                                |                                |                                |                                |                                |                                |  |  |          |          |          |          |          |          |
|          |          |          |          |                        |                        |                        |                        |                        |                        |        |        |                                          |                                          |                                          |                                          |                                             |                                             |                                             |                                             |                                             |                                             |                  |                  | Eraclio          | Eraclio          | Eraclio | Eraclio | Eraclio                                            | Eraclio                                            |                                                    |                                                    | Eudochia                                           | Eudochia                                           | Eudochia | Eudochia | Eudochia   | Eudochia   |            |            | Giustiniano II Imperatore dei Romani 685–695 705–711 | Giustiniano II Imperatore dei Romani 685–695 705–711 | Giustiniano II Imperatore dei Romani 685–695 705–711 | Giustiniano II Imperatore dei Romani 685–695 705–711 | Giustiniano II Imperatore dei Romani 685–695 705–711 | Giustiniano II Imperatore dei Romani 685–695 705–711 |         |         | Teodora | Teodora | Teodora | Teodora | Teodora  | Teodora  |          |          |          |          |  |  |                                      |                                      |                                      |                                      |                                      |                                      |  |  |        |        |        |        |        |        |  |  |         |         |         |         |         |         |  |  |           |           |           |           |           |           |  |  |                                |                                |                                |                                |                                |                                |  |  |          |          |          |          |          |          |
|          |          |          |          |                        |                        |                        |                        |                        |                        |        |        |                                          |                                          |                                          |                                          |                                             |                                             |                                             |                                             |                                             |                                             |                  |                  | Eraclio          | Eraclio          | Eraclio | Eraclio | Eraclio                                            | Eraclio                                            |                                                    |                                                    | Eudochia                                           | Eudochia                                           | Eudochia | Eudochia | Eudochia   | Eudochia   |            |            | Giustiniano II Imperatore dei Romani 685–695 705–711 | Giustiniano II Imperatore dei Romani 685–695 705–711 | Giustiniano II Imperatore dei Romani 685–695 705–711 | Giustiniano II Imperatore dei Romani 685–695 705–711 | Giustiniano II Imperatore dei Romani 685–695 705–711 | Giustiniano II Imperatore dei Romani 685–695 705–711 |         |         | Teodora | Teodora | Teodora | Teodora | Teodora  | Teodora  |          |          |          |          |  |  |                                      |                                      |                                      |                                      |                                      |                                      |  |  |        |        |        |        |        |        |  |  |         |         |         |         |         |         |  |  |           |           |           |           |           |           |  |  |                                |                                |                                |                                |                                |                                |  |  |          |          |          |          |          |          |
|          |          |          |          |                        |                        |                        |                        |                        |                        |        |        |                                          |                                          |                                          |                                          |                                             |                                             |                                             |                                             |                                             |                                             |                  |                  |                  |                  |         |         |                                                    |                                                    |                                                    |                                                    |                                                    |                                                    |          |          |            |            |            |            |                                                      |                                                      |                                                      |                                                      |                                                      |                                                      |         |         |         |         |         |         |          |          |          |          |          |          |  |  |                                      |                                      |                                      |                                      |                                      |                                      |  |  |        |        |        |        |        |        |  |  |         |         |         |         |         |         |  |  |           |           |           |           |           |           |  |  |                                |                                |                                |                                |                                |                                |  |  |          |          |          |          |          |          |
|          |          |          |          |                        |                        |                        |                        |                        |                        |        |        |                                          |                                          |                                          |                                          |                                             |                                             |                                             |                                             |                                             |                                             |                  |                  |                  |                  |         |         |                                                    |                                                    |                                                    |                                                    |                                                    |                                                    |          |          | Anastasia  | Anastasia  | Anastasia  | Anastasia  | Anastasia                                            | Anastasia                                            |                                                      |                                                      | Tiberio                                              | Tiberio                                              | Tiberio | Tiberio | Tiberio | Tiberio |         |         |          |          |          |          |          |          |  |  |                                      |                                      |                                      |                                      |                                      |                                      |  |  |        |        |        |        |        |        |  |  |         |         |         |         |         |         |  |  |           |           |           |           |           |           |  |  |                                |                                |                                |                                |                                |                                |  |  |          |          |          |          |          |          |